# Франсоа (Француска)
 Франсоа (фр. François) насеље је и општина у западној Француској у региону Поату-Шарант, у департману Де Севр која припада префектури Ниор.
По подацима из 2011. године у општини је живело 939 становника, а густина насељености је износила 100,0 становника/km². Општина се простире на површини од 9,39 km². Налази се на средњој надморској висини од 36 метара (максималној 81 m, а минималној 34 m).

## Демографија
| 1962. | 1968. | 1975. | 1982. | 1990. | 1999. | 2011. |
| ----- | ----- | ----- | ----- | ----- | ----- | ----- |
| 453   | 469   | 434   | 571   | 648   | 722   | 939   |

График промене броја становника у току последњих година